# ألكيسندر هاميلتون بومان
ألكسندر هاميلتون بومان (15 مايو 1803 - 11 نوفمبر 1865) هو مهندس ومعلم عسكري وضابط محترف في جيش الولايات المتحدة . أشرف على إقامة دفاعات ميناء تشارلستون، بما في ذلك حصن سمتر ،  وعمل كمشرف على الأكاديمية العسكرية الأمريكية في ويست بوينت، نيويورك، خلال الحرب الأهلية الأمريكية . 

## حياته
ولد في يوم 15 مايو 1803، في مديمة بومان هيل في ويلكس بار، بنسلفانيا، وهو الابن السادس للمزارع صموئيل بومان.  أحد الإخوة السبعة الذين شاركوا في الحرب الثورية الأمريكية كجنود في الجيش القاري، قاتل بومان الأكبر وشقيقه في ليكسينغتون باعتبارهما اثنين من رجال القرية البالغ عددهم 48 مينوتمين  وعمل كضابط فوج ماساتشوستس الثالث للخط القاري  قام بحراسة الرائد الجاسوس جون أندريه الذي كان ينتظر إعدامه عام 1780، وساقه إلى المشنقة.  تمت ترقية صموئيل بومان لاحقًا إلى رتبة ملازم في الفوج الأول من خط ماساتشوستس .  قتل أحد إخوته في مونماوث، ولكن بعد عام 1786 انتقل الكابتن صموئيل والعديد من إخوته إلى وادي وايومنغ في شمال شرق بنسلفانيا. 
```
عُيَّن في 
الأكاديمية العسكرية الأمريكية
 من ولايته الأصلية في يوم 
1 يونيو
 
1821
، وأثبت أنه طالب متميز، كما تخرج في المركز الثالث على دفعته المكونة من سبعة وثلاثون طالبًا، 
[
1
]
 وتم تعيينه في هيئة المهندسين في عام 
1825
. 
[
1
]
 أمضى الملازم الثاني بومان عامًا واحدًا في التدريس في الأكاديمية بصفته "أستاذًا مساعدًا للتاريخ والجغرافيا والأخلاق". 
[
1
]
 التحق كل من 
جيفرسون ديفيس
 (دفعة 1828) 
وروبرت إي لي
 (دفعة 1829) بالأكاديمية بينما كان بومان يقوم بالتدريس هناك.
```

## مهنة عسكرية
شارك في إجراء تحسينات هندسية على المرافق والدفاعات في موانئ ساحل الخليج لمدة 9 سنوات.  كما قام ببناء الطريق العسكري بين ممفيس، تينيسي، وليتل روك، أركنساس، ثم في سنة 1835 تمت ترقية بومان إلى ملازم أول مهندس، وتزوج ماري لويز كولين، وهي من مواليد بينساكولا، فلوريدا .  بعد ثلاث سنوات من العمل في أنظمة نهر تينيسي وكمبرلاند، و تمت ترقية بومان مرة أخرى. 

## ملحوظات
1. 1 2 3 4 5 6 7  Cullum, Biographical Register, #394
2. 1 2  Johnson, The Historical Record, p. 111
3. 1 2 3  Johnson, The Historical Record, p. 112
4. ↑  Daughterty, Bowman's Hill, p. 10
5. ↑  Metcalf, Society of the Cincinnati, p. 59